# Defensor Sporting Club (baloncesto)
El Defensor Sporting Club, comúnmente llamado como Defensor Sporting es un club polideportivo de la ciudad de Montevideo. Es producto de la fusión el 15 de marzo de 1989 del Club Atlético Defensor (fútbol y baloncesto, fundado el 15 de marzo de 1913) y el Sporting Club Uruguay (baloncesto, fundado el 14 de septiembre de 1910).
Dentro de la rama básquetbol, es el club de baloncesto más antiguo de Uruguay, debido a que su origen data de la fundación del Club Pedestre y Atlético del Uruguay, originado en el año 1910. Por lo que es considerado como el decano del básquetbol uruguayo.
Su tradición dentro de este deporte hacen que en su palmarés se destaquen sus dos títulos de Campeón Sudamericano de Clubes Campeones (1956 y 1958), y cinco campeonatos rioplatenses (obtenidos en 1924, 1926, 1930, 1932 y 1934). En el plano nacional fue el club que más campeonatos federales obtuvo, con 18 consagraciones, y logrando ser el último campeón del Campeonato Federal, disputado en el año 2003 antes de su desaparición. En ese mismo año comenzó a realizarse la Liga Uruguaya, ganada a su vez también en dos oportunidades por Defensor Sporting. En el año 2007 se adjudicó el primer Torneo Super 4, torneo dentro de la Liga Uruguaya para otorgar la clasificación a la primera edición de la Liga de las Américas. En el año 2010 volvió a coronarse campeón de dicho certamen, siendo el primer equipo en conquistar el título por segunda vez.
Actualmente participa en la Liga Uruguaya de Básquetbol, primera división del baloncesto uruguayo. Es uno de los 2 equipos que han jugado todas las ligas desde que se crearon en 2003 junto a Trouville, y es el equipo con más partidos jugados y ganados desde que se creó la Liga Uruguaya de Básquetbol.

## Historia

### Sporting Club Uruguay
Su fundó el 14 de septiembre de 1910 en la zona del barrio La Blanqueada, a través de Juan Astengo, Alfredo y Narciso Cerato, surgiendo bajo el nombre del Club Pedestre y Atlético del Uruguay, con el objetivo principal de practicar atletismo, fundamentalmente carreras, y otros deportes. En 1912 surgió la rama de baloncesto y el club se cambió el nombre a Sporting Club Uruguay, siendo el decano del baloncesto uruguayo. En 1989, se fusionó con el Club Atlético Defensor, manteniéndose el nombre del club Sporting debido a su mayor jerarquía. A partir de la fusión se genera la nueva enseña (que sería histórico emblema del club) conformada por los dos aros entrelazándose, y las siglas SCU dentro de ellos; además se concreta el afincamiento del club en el Parque Rodó. En 1965 venció al Real Madrid en la Copa Intercontinental.
El Sporting Club Uruguay se transformó con el paso de los años en el club más prestigioso del básquetbol uruguayo, obteniendo 17 campeonatos federales, hasta el momento de su fusión con Defensor. Además, también fue dos veces campeón sudamericano (1956 y 1958).

### Defensor Sporting Club
Sobre finales de la década de 1980', producto de graves problemas económicos que lo llevaban a la extinción, el club empezó a manejar la posibilidad de fusionarse con su vecino de barrio, el Club Atlético Defensor. Fundado el 15 de marzo de 1913), era un emergente dentro del fútbol uruguayo, siendo el primer club (excluyendo a Peñarol y Nacional) en salir campeón uruguayo profesional (1976) y único hasta ese momento, dos veces campeón (1976 y 1987). Así, el 15 de marzo de 1989, se produjo la fusión del Club Atlético Defensor y el Sporting Club Uruguay, surgiendo el Defensor Sporting Club, considerándose como la continuación de los mismos en sus respectivas ramas (fútbol y básquetbol respectivamente).
Cabe destacar que el Club Atlético Defensor también competía en básquetbol y se enfrentaba a Sporting Club en los federales, razón por la cual el equipo fusionado de Defensor Sporting perdió parte de su base de seguidores, aunque aún cuenta con una gran convocatoria.
Desde entonces, Defensor Sporting ha logrado otros 3 títulos de campeón nacional de baloncesto: un Torneo Federal (2003) y dos Ligas Uruguayas (2003-04 y 2009-10).

### Femenino
A partir del 2017, Defensor Sporting participa en la Liga Femenina de Básquetbol. El primer partido fue el sábado 22 de abril de 2017 frente a Capurro. En gran primera  temporada las fusionadas llegan a la final, perdiéndola con el equipo de Malvin. En 2019 volvieron a caer en la final ante Malvín. Las violetas tuvieron su revancha en 2020, y lograron el bicampeonato en 2021 ante Hebraica y Macabi.

## Símbolos
Los símbolos actuales del club son una integración de la identidad histórica del Club Atlético Defensor y del Sporting Club Uruguay. Desde la fusión, la institución se ha identificado históricamente por el color violeta, cambiando únicamente la tonalidad del color usado en sus equipos. Por esto mismo, la bandera de Defensor Sporting está compuesta por los colores violeta y blanco del C.A. Defensor, incluyendo las iniciales "D.S.C." (Defensor Sporting Club) dentro de los aros rojo y azul, característicos del Sporting C.U.
La bandera institucional está presente en numerosas disciplinas, aunque dentro del básquetbol no tiene tanta presencia por la tradición del Sporting Club Uruguay. Dentro de la rama básquetbol, si bien se utiliza el escudo institucional (que está compuesto, al igual que la bandera, del color violeta y blanco, además en la parte superior del escudo, aparece el faro de Punta Carretas, histórico símbolo de Defensor; mientras en la parte inferior del mismo, aparecen los aros rojo y azul de Sporting, y dentro de ellos aparece la inscripción "D.S.C."), el uniforme es predominantemente azul, blanco y rojo, respetando la simbología del Sporting Club.
Aunque antes de la fusión, tanto Defensor como Sporting tenían equipos tanto en fútbol como en básquetbol, es indiscutible la supremacía del Sporting en esta disciplina, motivo por el cual en todas las actividades deportivas de la institución, es la única en la que el uniforme principal no es violeta. Lo habitual es que el violeta sea el color predominante y esta simbología está presente en cualquier documentación institucional o disciplina deporta, y como colores secundarios el blanco, el azul y el rojo.

## Uniforme
Si bien en otras disciplinas Defensor Sporting compite con uniformes violetas, dentro del baloncesto el uniforme habitual del club es de color azul marino, con una franja horizontal blanca en el medio, medida adoptada por respeto a la historia del viejo Sporting Club Uruguay, club con un extenso palmarés dentro del básquetbol uruguayo (el Club Atlético Defensor también tenía baloncesto, pero nunca llegó a sobresalir). Por su parte, su uniforme alternativo es con los mismos colores que el titular, pero invertidos. La camiseta pasa a ser blanca, con una franja horizontal azul marino. En el medio de la franja se encuentra el escudo del club.
En sus uniformes aparecen los símbolos del club, los cuales son una integración de la identidad histórica del Club Atlético Defensor y del Sporting Club Uruguay. El equipo se ha identificado históricamente por el color violeta, cambiando únicamente la tonalidad del color usado en sus equipos. Por esto mismo, tanto la bandera como el escudo del Defensor Sporting están compuestos por los colores violeta y blanco del C.A. Defensor, incluyendo las iniciales "D.S.C." (Defensor Sporting Club) dentro de los aros rojo y azul, característicos del Sporting C.U.

## Participaciones

### Campeonato Federal
| Año  | Resultado         | Rival          | PG | PP | Entrenador            |
| ---- | ----------------- | -------------- | -- | -- | --------------------- |
| 1934 | Campeón           |                | 19 | 3  | -                     |
| 1936 | Campeón           |                | 21 | 2  | -                     |
| 1938 | Campeón           |                | 19 | 4  | -                     |
| 1949 | Campeón           |                | 27 | 3  | Felipe Flores         |
| 1950 | Campeón           |                | 29 | 1  | Umberto Bernasconi    |
| 1951 | Campeón           |                | 25 | 5  | Umberto Bernasconi    |
| 1955 | Campeón           |                | 25 | 5  | Julio Freigedo        |
| 1980 | Campeón           |                | 24 | 9  | Atilio Caneiro        |
| 1998 | Rueda Permanencia |                | 22 | 17 | Daniel Ciechanovvechi |
| 1999 | Cuartos de final  | Unión Atlética | 23 | 12 | Daniel Ciechanovvechi |
| 2000 | Semifinal         | Welcome        | 16 | 10 | Daniel Ciechanovvechi |
| 2001 | Semifinal         | Welcome        | 17 | 11 | Daniel Ciechanovvechi |
| 2002 | Semifinal         | Cordón         | 22 | 7  | Gerardo Jauri         |
| 2003 | Campeón           | Olimpia        | 27 | 4  | Gerardo Jauri         |

### Liga Uruguaya de Básquetbol
| Año     | Resultado        | Rival             | PG | PP | Entrenador    |
| ------- | ---------------- | ----------------- | -- | -- | ------------- |
| 2003    | Campeón          | Paysandú BBC      | 26 | 7  | Gerardo Jauri |
| 2004-05 | Cuartos de final | Aguada            | 20 | 16 | Gerardo Jauri |
| 2005-06 | Semifinal        | Aguada            | 32 | 24 | Gerardo Jauri |
| 2006-07 | Segunda fase     |                   | 19 | 21 | Gerardo Jauri |
| 2007-08 | Semifinal        | Biguá             | 26 | 16 | Gerardo Jauri |
| 2008-09 | Final            | Biguá             | 36 | 17 | Gerardo Jauri |
| 2009-10 | Campeón          | Malvín            | 38 | 13 | Gerardo Jauri |
| 2010-11 | Semifinal        | Malvín            | 28 | 17 | Gerardo Jauri |
| 2011-12 | Cuartos de final | Welcome           | 23 | 21 | Gerardo Jauri |
| 2012-13 | Final            | Aguada            | 31 | 22 | Gerardo Jauri |
| 2013-14 | Final            | Malvín            | 29 | 13 | Gerardo Jauri |
| 2014-15 | Cuartos de final | Trouville         | 18 | 13 | Gerardo Jauri |
| 2015-16 | Final            | Hebraica y Macabi | 27 | 14 | Gerardo Jauri |
| 2016-17 | Semifinal        | Aguada            | 20 | 18 | Gerardo Jauri |
| 2017-18 | Semifinal        | Malvín            | 20 | 19 | Gerardo Jauri |
| 2018-19 | Cuartos de final | Aguada            | 13 | 15 | Álvaro Ponce  |
| 2019-20 | Cuartos de final | Nacional          |    |    | Álvaro Tito   |

### Total
| Torneo                      | PJ  | PG  | PP  |
| --------------------------- | --- | --- | --- |
| Liga Uruguaya de Básquetbol | 672 | 406 | 266 |
| Total                       | 672 | 406 | 266 |

| Jugadores |       |      | Equipo técnico |                 |         |  |  |
| \| ?? \| USA ! \| P \| Josh Boone \| 2,08 m (6′ 10″) \| 40 años \| \| \| \| 8 \| URU ! \| B \| Marcos Cabot \| 1,80 m (5′ 11″) \| 35 años \| \| \| \| 0 \| URU ! \| AP \| Gonzalo Álvarez \| 1,97 m (6′ 6″) \| 34 años \| \| \| \| 9 \| URU ! \| B \| Alejandro Acosta \| 1,86 m (6′ 1″) \| 36 años \| \| \| \| 10 \| URU ! \| A \| Fernando Verrone \| 1,96 m (6′ 5″) \| 31 años \| \| \| \| ?? \| USA ! \| AP \| Chris Ortiz \| 2,03 m (6′ 8″) \| 32 años \| \| \| \| 13 \| URU ! \| P \| Sebastián Ottonello \| 1,91 m (6′ 3″) \| 27 años \| \| \| \| ?? \| PUR ! \| B \| Gabriel Belardo \| 1,88 m (6′ 2″) \| 35 años \| \| \| \| 23 \| URU ! \| A \| Agustín Da Costa \| 1,92 m (6′ 4″) \| 26 años \| \| \| \| 24 \| URU ! \| A \| Xavier Couste \| 1,91 m (6′ 3″) \| 25 años \| \| \| \| 30 \| URU ! \| B \| Nicolás Pereyra \| 1,78 m (5′ 10″) \| 25 años \| \| \| \| 45 \| URU ! \| B \| Diego García \| 1,83 m (6′ 0″) \| 32 años \| \| \| |       |      | Entrenador principal Leyenda - (C) Capitán - (PE) Pasaporte europeo - (CO) Acuerdo de Cotonú - (ca) Cantera - Lesionado Plantilla |                 |         |  |  |
| N.º | Nac.  | Pos. | Nombre | Altura          | Edad    |  |  |
| ?? | USA ! | P    | Josh Boone | 2,08 m (6′ 10″) | 40 años |  |  |
| 8 | URU ! | B    | Marcos Cabot | 1,80 m (5′ 11″) | 35 años |  |  |
| 0 | URU ! | AP   | Gonzalo Álvarez | 1,97 m (6′ 6″)  | 34 años |  |  |
| 9 | URU ! | B    | Alejandro Acosta | 1,86 m (6′ 1″)  | 36 años |  |  |
| 10 | URU ! | A    | Fernando Verrone | 1,96 m (6′ 5″)  | 31 años |  |  |
| ?? | USA ! | AP   | Chris Ortiz | 2,03 m (6′ 8″)  | 32 años |  |  |
| 13 | URU ! | P    | Sebastián Ottonello | 1,91 m (6′ 3″)  | 27 años |  |  |
| ?? | PUR ! | B    | Gabriel Belardo | 1,88 m (6′ 2″)  | 35 años |  |  |
| 23 | URU ! | A    | Agustín Da Costa | 1,92 m (6′ 4″)  | 26 años |  |  |
| 24 | URU ! | A    | Xavier Couste | 1,91 m (6′ 3″)  | 25 años |  |  |
| 30 | URU ! | B    | Nicolás Pereyra | 1,78 m (5′ 10″) | 25 años |  |  |
| 45 | URU ! | B    | Diego García | 1,83 m (6′ 0″)  | 32 años |  |  |

| ?? | USA ! | P  | Josh Boone          | 2,08 m (6′ 10″) | 40 años |  |  |
| 8  | URU ! | B  | Marcos Cabot        | 1,80 m (5′ 11″) | 35 años |  |  |
| 0  | URU ! | AP | Gonzalo Álvarez     | 1,97 m (6′ 6″)  | 34 años |  |  |
| 9  | URU ! | B  | Alejandro Acosta    | 1,86 m (6′ 1″)  | 36 años |  |  |
| 10 | URU ! | A  | Fernando Verrone    | 1,96 m (6′ 5″)  | 31 años |  |  |
| ?? | USA ! | AP | Chris Ortiz         | 2,03 m (6′ 8″)  | 32 años |  |  |
| 13 | URU ! | P  | Sebastián Ottonello | 1,91 m (6′ 3″)  | 27 años |  |  |
| ?? | PUR ! | B  | Gabriel Belardo     | 1,88 m (6′ 2″)  | 35 años |  |  |
| 23 | URU ! | A  | Agustín Da Costa    | 1,92 m (6′ 4″)  | 26 años |  |  |
| 24 | URU ! | A  | Xavier Couste       | 1,91 m (6′ 3″)  | 25 años |  |  |
| 30 | URU ! | B  | Nicolás Pereyra     | 1,78 m (5′ 10″) | 25 años |  |  |
| 45 | URU ! | B  | Diego García        | 1,83 m (6′ 0″)  | 32 años |  |  |

## Palmarés

### Torneos Nacionales
| Torneos Nacionales                                                           | Torneos Nacionales | Torneos Nacionales                                                                      |
| Competición                                                                  | Títulos | Subtítulos                                                                              |
| ---------------------------------------------------------------------------- | --- | --------------------------------------------------------------------------------------- |
| Primera División Campeonato Federal (18/9) Liga Uruguaya de Básquetbol (2/4) | 1918, 1922, 1924, 1926, 1927, 1930, 1932, 1933, 1934, 1936, 1938, 1949, 1950, 1951, 1955, 1980, 1985, 2003 2003, 2009-10 | 1935, 1937, 1946, 1948, 1953, 1957, 1968, 1978, 1986 2008-09, 2012-13, 2013-14, 2015-16 |
| Torneo Invierno de Primera División (6):                                     | 1938, 1946, 1950, 1969, 1979 y 1980                                                                                      |                                                                                         |
| Torneo Super 4 (2/3):                                                        | 2007,2010 | 2008, 2009, 2015                                                                        |

### Torneos internacionales
| Torneos internacionales                | Torneos internacionales      | Torneos internacionales | Torneos internacionales |
| Competición internacional              | Títulos                      | Subtítulos              |                         |
| -------------------------------------- | ---------------------------- | ----------------------- | ----------------------- |
| Sudamericano de Clubes Campeones (2/0) | 1956, 1958                   |                         |                         |
| Campeonato Rioplatense                 | 1924, 1926, 1930, 1932, 1934 |                         |                         |
| Campeonato Intercontinental            | 1965                         |                         |                         |

## Entrenadores
| Nombre                | Nac.               | Período       |
| --------------------- | ------------------ | ------------- |
| Daniel Ciechanovvechi | Bandera de Uruguay | 1990-1991     |
| -                     | Bandera de Uruguay | 1992          |
| Daniel Ciechanovvechi | Bandera de Uruguay | 1993          |
| Enrique Yahn          | Bandera de Uruguay | 1994-1995     |
| Pedro Pereira         | Bandera de Uruguay | 1995          |
| -                     | Bandera de Uruguay | 1996          |
| Daniel Ciechanovvechi | Bandera de Uruguay | 1997-2001     |
| Gerardo Jauri         | Bandera de Uruguay | 2002-2017     |
| Álvaro Ponce          | Bandera de Uruguay | 2017-2020     |
| Álvaro Tito           | Bandera de Uruguay | 2020-2023     |
| Gonzalo Fernández     | Bandera de Uruguay | 2023-2025     |
| Gonzalo Brea          | Bandera de Uruguay | 2025-presente |